# NGC 3288
NGC 3288 ist eine Balken-Spiralgalaxie mit ausgedehnten Sternentstehungsgebieten vom Hubble-Typ SBbc im Sternbild Großer Bär am Nordsternhimmel. Sie ist schätzungsweise 367 Millionen Lichtjahre von der Milchstraße entfernt und hat einen Durchmesser von etwa 95.000 Lj.
Gemeinsam mit NGC 3286 bildet sie das gravitativ gebundene Galaxienpaar KPG 239.
Das Objekt wurde am 9. April 1793 vom deutsch-britischen Astronomen Wilhelm Herschel entdeckt.